# Descendants : Génération méchants
Pour les articles homonymes, voir Descendant.
Descendants : Génération méchants (Descendants: Wicked World) est une shortcom d'animation 3D américaine en 33 épisodes de 2-4 minutes diffusée entre le 18 septembre 2015 et le 24 février 2017 sur Disney Channel et sur Disney Channel Canada au Canada.
Se déroulant dans l'univers de la franchise Descendants, elle fait suite au premier téléfilm de la trilogie et fait le pont avec le deuxième volet, Descendants 2, diffusé en 2017. 
En France et en Suisse, la série a été diffusée entre le 7 novembre 2015 et le 9 mai 2017 sur Disney Channel France. En Belgique, elle a été diffusée à partir de novembre 2015 sur Disney Channel Belgique. Elle reste inédite au Québec.

## Synopsis
La série prend place après le couronnement de Ben. Mal, Evie, Jay et Carlos tentent de s'adapter à la vie à Auradon et essayent de faire ressortir la gentillesse en eux et cela, malgré les réticences de certains élèves comme Audrey.

## Distribution

### Les enfants de méchants
- Dove Cameron (VFB : Nancy Philippot) : Mal, la fille de Maléfique
- Sofia Carson (VFB : Mélanie Dermont) : Evie, la fille de la Méchante Reine
- Booboo Stewart (VFB : Pierre Lognay) : Jay , le fils de Jafar
- Cameron Boyce (VFB : Maxime Van Santfoort) : Carlos d'Enfer, le fils de Cruella d'Enfer (Carlos De Vil en V.O.)
- China Anne McClain (saison 1) puis Lauryn McClain (saison 2) (VFB : Sophie Landresse) : Freddie Facilier, la fille du Dr Facilier
- Myrna Velasco : CJ Crochet, la fille du Capitaine Crochet (CJ Hook en V.O.)
- Bradley Steven Perry : Zevon, le fils d'Yzma (saison 2)

### Les enfants d'Auradon
- Mitchell Hope (VFB : Pierre Le Bec) : le Roi Benjamin « Ben », le fils de Belle et La Bête
- Sarah Jeffery (VFB : Laura Masci) : la Princesse Audrey, la fille d'Aurore et du Prince Philippe
- Brenna D'Amico (VFB : Laetitia Liénart) : Jane, la fille de la Fée marraine
- Dianne Doan (VFB : Alice Ley) : Lonnie, la fille de Mulan et du Général Li Shang
- Ursula Taherian (VFB : Delphine Chauvier) : Jordan, la fille du Génie
- Jennifer Veal (en) : Ally, la fille d'Alice

Version française
- Société de doublage : Dubbing Brothers Belgique
- Directeur artistique : Bruno Mullenaerts
- Adaptation : Rachel Campard

Sources VF : Carton de doublage à la fin des épisodes.

## Développement
Le 31 juillet 2015, après la première diffusion de Descendants à la télévision, Disney Channel annonce via une courte bande-annonce le lancement d'une série de shortcom d'animation en 3D adaptée du téléfilm pour le 18 septembre 2015. 
C'est la première fois que un Disney Channel Original Movie est adapté en série télévisée. Une première tentative avait été faite avec la série de films High School Musical en 2011 avec le projet Madison High, annulé après le tournage d'un épisode pilote.
L'artiste Aliki Theofilopoulos Grafft est ensuite annoncée au story-board et à la réalisation. C'est la seconde collaboration entre l'artiste et Disney après la série d'animation Phinéas et Ferb sur laquelle l'artiste travaillait déjà sur le story-board. Il est aussi annoncé que le casting du film prêterait leurs voix à leurs personnages respectifs.
Quelques jours plus tard, il est révélé que la version solo de Rotten to the Core, interprétée par Sofia Carson, servira de générique à la série.
Le 13 juillet 2016, la série est renouvelée pour une deuxième saison. Il est ensuite annoncé que Bradley Steven Perry rejoignait la série pour jouer le fils de Yzma du film Kuzco, l'empereur mégalo. Il est aussi annoncé que Lauryn McClain reprendrait le rôle de Freddie Facilier, China Anne McClain étant obligée d'abandonner le personnage à la suite de l'obtention d'un rôle complètement différent dans Descendants 2.

## Épisodes
| Saisons | Saisons  | Nombre d'épisodes | Diffusion originale | Diffusion originale |
| Saisons | Saisons  | Nombre d'épisodes | Début de saison     | Fin de saison       |
| ------- | -------- | ----------------- | ------------------- | ------------------- |
|         | 1        | 18                | 18 septembre 2015   | 15 juillet 2016     |
|         | 2        | 15                | 21 octobre 2016     | 24 février 2017     |
|         | Spéciaux | 3                 | 13 décembre 2015    | 3 mars 2017         |

### Première saison (2015-2016)
1. Une recette explosive (Evie's Explosion of Taste)
2. Mal et son image (Mal's Digi-Image Problem)
3. Audrey coiffée-décoiffée (Audrey's New Do? New Don't!)
4. Un souhait risqué (Careful What You Wish For)
5. Gare au vaudou ! (Voodoo? You Do)
6. Lampe, jolie lampe (Lamp Sweet Lamp)
7. Chic, ce génie (Genie Chic)
8. Les délices soufflés dorés (Puffed Deliciousness)
9. Le bien est le nouveau Mal (Good is the New Bad)
10. La fête de l'école (Spirit Day)
11. Mode expérimentale (I'm Your Girl)
12. Une idée de bal (Mash It Up)
13. La reine du Bal du Néon Fluo (All Hail the New Q.N.I.B)
14. Vive le thé (Mad for Tea)
15. En panne de tapis (Carpet Jacked)
16. La nuit nous appartient (The Night is Young)
17. Le Bal du Néon Fluo plongé dans le noir (Neon Lights Out)
18. Le Bal du Néon Fluo dans le noir (Hooked On Ben)

### Deuxième saison (2016-2017)
1. Soirée pyjama (Slumber Party)
2. Chacun sa pierre (Odd Mal Out)
3. A la recherche de la pierre (Pair of Sneakers)
4. Drôle de répétition (Wild Rehearsal)
5. Cours de chimie (Chemical Reaction)
6. Discours tordus (Talking Heads)
7. Gare au voleur (Steal Away)
8. Le mal est parmi nous (Evil Among Us)
9. Les espoirs diminuent (Options Are Shrinking)
10. L'invité surprise (Party Crashers)
11. Mal ne peut compter que sur elle (Mal-lone)
12. Pris au piège (Trapped)
13. Confrontation (Face to Face)
14. Tous unis (United We Stand)
15. C'est la fête (Celebration)

## Épisodes spéciaux

### Première saison
- Un vœu exaucé (Wish Granted)

Diffusé le 13 décembre 2015, cet épisode réuni les douze premiers épisodes de la série pour former un seul et même épisode. 
- Bal du Néon Fluo (Neon Lights Ball)

Diffusé le 15 juillet 2016, cet épisode réuni les six derniers épisodes de la première saison, il se déroule pendant le bal de fin d'année et dévoile l'identité du mystérieux personnage qui suit les protagonistes depuis quelques épisodes.

### Deuxième saison
- Bijoux-bilé (Jewel-bilee)

Diffusé le 7 mars 2017, cet épisode réuni les épisodes de la deuxième saison, il raconte l'organisation d'un nouveau bal par les jeunes d'Auradon et leurs combat contre Zevon, le fils d'Yzma.

## Autour de la série
- Pour la promotion de l'épisode spécial Bal du Néon Fluo, les vrais acteurs et doubleurs de la série on tournés des petites scènes déguisés comme leurs personnages, à l'expectation de Ursula Taherian dont le rôle de Jordan a été confié pour l'occasion à la blogueuse Charisma Star. China Anne McClain est également remplacée par sa sœur, Lauryn McClain, dans le rôle de Freddie à la suite de l'obtention du rôle d'Uma dans le second volet. Intitulé Neon Lights Fashion Moment : Jordan's Blue Carpet Minute, elle met en scène les personnages avant leurs entrée au bal, réalisant quelques interviews sur le tapis bleue de l’évènement.

- La bande-originale de la série est disponible dans l'album de la bande-originale du téléfilm. En effet, les pistes 9 à 12 sont issues de la série. Celle de la deuxième saison est disponible sur l'album du second volet.

- En 2016, Dove Cameron a repris le rôle de Mal le temps d'un clip vidéo se déroulant dans l'univers de la série. La chanson est une reprise du single Genie in a Bottle de Christina Aguilera et se déroule dans la lampe de Jordan qui fait une rapide apparition dans le clip[5].

- La chanson I'm Your Girl a aussi été reprise par Dove Cameron et Sofia Carson, leurs version a été éditée en tant que single promotionnel pour la série.

- Deux séries de romans pour le jeune public et adaptées de la série ont été publiées dans la collection Bibliothèque rose. Elles sont pour le moment composées de huit romans.

- Quelques personnages de la série apparaissent dans le jeu-vidéo adapté du téléfilm. Développé par WayForward, édité par Disney Interactive et disponible sur tablette et smartphone, le jeu vous met dans la peau d'un nouvel élève à Auradon[6].